# 葉錢
葉錢（엽전）是常平通寶小平錢的一個別稱。

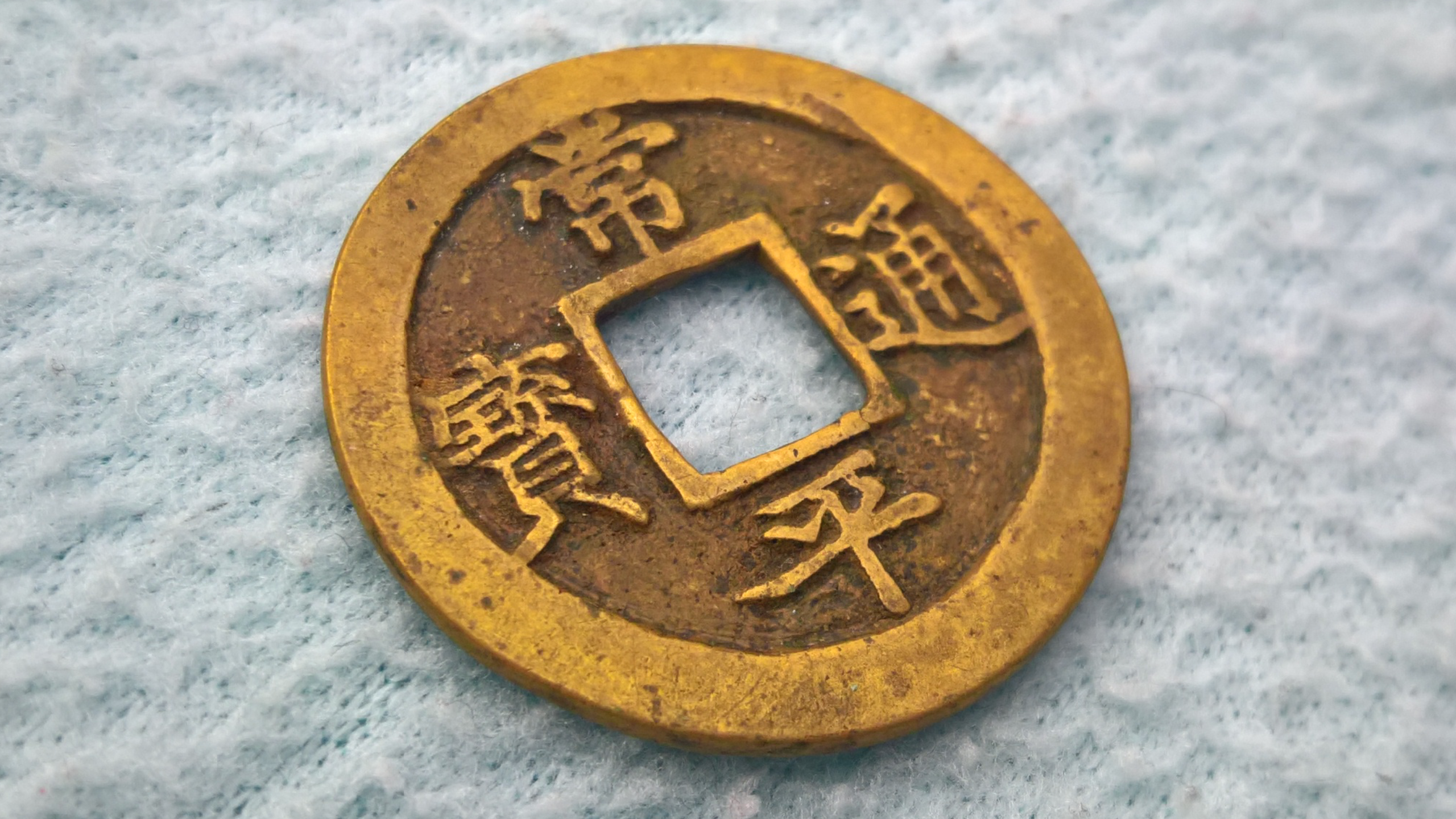
一枚常平通寶。

之所以有這個別稱是因為鑄造常平通寶的錢範仿佛樹葉的形狀。

## 流行文化
1941年，景福宮外的日本居民建立了通仁市場（통인시장），今天遊客可以使用葉錢代幣在70多家食店消費。一枚葉錢代幣在2014年的價格為₩500。